# Astragalus butkovii
Astragalus butkovii är en ärtväxtart som beskrevs av Mikhail Grigoríevič Popov. Astragalus butkovii ingår i släktet vedlar, och familjen ärtväxter. Inga underarter finns listade i Catalogue of Life.